# Événements de Bisesero
Les événements de Bisesero se sont déroulés en 1994 sur une chaîne de collines portant le nom de Bisesero à l'ouest du Rwanda.
Dans la mémoire rwandaise, Bisesero est réputé comme un lieu de résistance des Tutsi. Aussi, pendant le génocide des Tutsi au Rwanda d'avril à juin 1994, des milliers de Tutsi se réfugièrent sur cette colline où plus de 60 000 d'entre eux, selon les rescapés, furent massacrés sous le gouvernement intérimaire rwandais par les miliciens Interahamwe et les Forces armées rwandaises.
Des Rwandais et des journalistes français ont fait surgir en France une polémique à propos de la conduite que l'armée française aurait eue au début de l'opération Turquoise vis-à-vis des réfugiés Tutsi de Bisesero. Cette polémique a depuis 2005 des prolongements devant la justice française.

## Situation géographique
La chaîne de collines de Bisesero est au nord-ouest sur la commune de Gishyita et au sud-est sur celle de Gisovu. Elle est située à vol d'oiseau à une douzaine de kilomètres au sud de Kibuye sur la route qui mène à Gisovu en passant par Gishyita. Du sommet de la plus haute colline, on devrait parler de montagne puisqu'elle est située à environ deux mille mètres d'altitude, on découvre à l'ouest un vaste panorama sur le lac Kivu et ses îles.

## L'histoire de Bisesero jusqu'à la mi-juin 1994
Les habitants de cette région, les « Abasesero », ont la réputation d'être des éleveurs Tutsi, doués d'une forte résistance pour défendre leurs troupeaux d'attaques extérieures. Au cours de l'histoire des premières républiques rwandaises, lors des évènements de 1959, puis de 1962, leur capacité de défense leur aurait épargné les violences que subirent les autres Tutsi du Rwanda. En 1973, ils n'auraient eu que deux maisons brûlées. L'histoire de cette région est connue par une enquête menée par African Rights.
En 1994, forts de cette réputation, les Tutsi de Bisesero devinrent un point de ralliement pour résister au génocide.
En fait dès les premiers jours qui suivirent l'attentat contre l'avion du Président Juvénal Habyarimana, les Tutsi de Bisesero furent attaqués, sur ordre des autorités locales, par les miliciens Interahamwe, comme dans la plupart des régions rwandaises. La résistance s'organisa dès les 9-10 avril 1994, y compris avec de nombreux voisins Hutu qui n'avaient pas compris tout de suite que les Interahamwe leur demanderaient de choisir leur camp. Ces Hutu furent d'emblée solidaires pour défendre la région contre des violences. Mais sous l'influence de la propagande officielle, en une semaine, les discours ethniques des autorités locales obligèrent les Hutus à se séparer des Tutsi. Le partage de la population se fit et les Tutsi se regroupèrent sur des points jugés plus stratégiques. En même temps, dans les communes voisines les massacres se développèrent et d'autres Tutsi affluèrent à Bisesero.
Face aux Forces armées rwandaises et aux miliciens interahamwe, les civils Tutsi sans autres armes que des lances et des bâtons, eurent recours à des ruses pour se battre en se mélangeant à leurs assaillants et, si quelques miliciens furent tués, l'inégalité des forces ne leur permit pas d'échapper aux massacres, comme partout au Rwanda.
Le vendredi 13 mai 1994, une vaste attaque fut programmée par les autorités du Rwanda contre les Tutsi de Bisesero. Outre des membres de la garde présidentielle et des Forces armées rwandaises, des miliciens réputés venant d'autres régions du Rwanda furent engagés dans cette opération. Ces forces furent accompagnées des autorités locales, dont le préfet de Kibuye, Clément Kayishema. Jusqu'à la mi-juin de nombreuses attaques se répétèrent et firent de nombreux morts. Selon l'enquête d'African rights, de cinquante mille, les résistants Tutsi de Bisesero n'étaient plus que deux mille à la fin du mois du juin, au moment de l'arrivée des soldats français de l'opération Turquoise.
La plupart des rescapés de Bisesero furent des hommes, comme le remarqua l'envoyé spécial de Paris Match qui souligna que les femmes et les enfants furent rapidement éliminés par ces traques répétées en terrain difficile.

## Les événements à partir de l'arrivée de l'opération Turquoise

### Des massacres ont eu lieu à Bisesero entre le 27 et le 30 juin 1994
Selon l'enquête d'African Rights publiée en 1998, environ un millier de Tutsi de Bisesero auraient été massacrés entre le 27 et le 30 juin 1994. Le 30 juin, l'armée française a dénombré un peu plus de huit cents rescapés auxquels elle a porté secours.
Le courrier du capitaine de frégate Marin Gillier, qui figure dans les annexes du rapport des députés, confirme que des attaques ont eu lieu à Bisesero pendant ces trois jours. Il les attribuait avant le 30 juin 1994 à des attaques des miliciens et des FAR contre des éléments infiltrés du FPR : « Des missions de recherche et de renseignements sont lancées le 27 juin vers Gishyita [...] et dans la région de Gisovu. C'est alors qu'un élément léger rend compte avoir découvert dans l'est de Gishyita, un prétendu point avancé des éléments infiltrés du FPR [...] Sur place j'interroge la population qui affirme que les collines à l'est sont infestées d'éléments du FPR infiltrés pour semer la terreur. [...] vers midi, des bruits de rafales d'armes automatiques et d'explosions [...] La population est immédiatement questionnée : il s'agirait d'une centaine de villageois qui s'attaqueraient aux éléments infiltrés du FPR ».

### La polémique
Cette section ne s'appuie pas, ou pas assez, sur des sources secondaires ou tertiaires indépendantes du sujet.

Pour l'améliorer, ajoutez-en, ou placez des modèles {{Source secondaire souhaitée}} ou {{Source secondaire nécessaire}} sur les passages mal sourcés. (mars 2025)
Lors de l'opération Turquoise de l'armée française, qui se déroula du 22 juin 1994 au 21 août 1994, les premiers contacts entre les troupes du Commandement des opérations spéciales et les Tutsi réfugiés à Bisesero vont devenir l'objet d'une polémique, surtout entre la France et le Rwanda, qui rend difficile la perception de ce qui s'est passé.
Les diverses versions de ces événements sont issues de Rwandais, de journalistes occidentaux et de militaire français présents sur place ainsi que de la hiérarchie militaire de l'opération Turquoise, des enquêtes du TPIR pour juger des responsables du génocide des Tutsi dans cette région, de celle de la justice rwandaise, des analyses du parlement français, de diverses associations et des enquêtes de journalistes et d'historiens qui se sont intéressés à ces évènements.
Pour l'une, les rescapés Tutsi de Bisesero auraient été découverts le 26 ou 27 juin 1994 par un détachement de l'opération Turquoise, dont le chef, le Lieutenant-colonel « Diego », leur a promis de revenir et aurait prévenu la hiérarchie de l'opération Turquoise. Pour l'autre, ce chef n'aurait pas prévenu à temps son supérieur hiérarchique et le détachement du capitaine de frégate Marin Gillier n'aurait découvert les rescapés que le 30 juin 1994. Les deux versions s'accordent pour dire que ce détachement a aussitôt porté secours aux rescapés le 30 juin 1994, au nombre de 800.
Au cœur de cette polémique, des Rwandais ont porté plainte devant le tribunal aux armées de Paris, entre autres sur ces faits dont ces plaignants disent avoir été victimes, et voudraient voir juger la question de la complicité ou non des autorités françaises dans le génocide des Tutsi au Rwanda car elles affirment que durant ces trois jours la moitié des derniers rescapés auraient été massacrés. Certaines vont jusqu'à affirmer que l'armée française aurait pris part aux massacres.

### Les groupes et personnes présents sur le terrain
En premier lieu il y a bien sûr les Rwandais, rescapés, miliciens, militaires des FAR, la population environnante et les autorités locales managées par le préfet de Kibuye, Clément Kayishema.
À partir du 22 juin 1994, on trouve également les soldats de l'opération Turquoise qui dépendent du Commandement des opérations spéciales, les COS dirigés sur le terrain par le colonel Jacques Rosier. Sous ses ordres deux officiers sont dans la zone : le capitaine de frégate Marin Gillier, et le lieutenant-colonel Jean-Rémy Duval, connu par les journalistes sous son pseudonyme de « Diego ».
Partis de Cyangugu, à l'extrême sud-est du Rwanda, ils montent progressivement au nord vers Kibuye (zone nord de l'opération Turquoise) pendant la dernière semaine de juin. Ils doivent redescendre vers la partie sud-est de l'opération Turquoise, baptisée zone Sud, qu'ils atteindront au tout début de juillet 1994.
Des journalistes occidentaux sont également dans cette zone de Kibuye, pour la plupart dans le sillage de l'opération Turquoise, en relation avec le service de communication de l'armée française. S'y trouvent de façon certaine : 
- dès le 26 juin 1994 Vincent Hugeux de l'Express[6], Sam Kiley du Times, Patrick de Saint-Exupéry du Figaro, Dominique Garraud de Libération[7], et Christophe Boisbouvier de RFI[8].
- à partir du 29 juin 1994 Corine Lesnes du journal le Monde, Raymond Bonner du New York Times
- à partir du 30 juin 1994 (peut être la veille ?) Michel Peyrard de Paris Match

Le 29 juin 1994, le ministre de la Défense français, François Léotard, est à Gishyita, à 5 kilomètres de Bisesero en compagnie de Raymond Bonner et de Corine Lesnes.

### La version de la découverte le 27 juin 1994 des rescapés de Bisesero
C'est la version reprise par les autorités rwandaises.

#### Des témoignages de journalistes
Patrick de Saint-Exupéry a écrit un reportage, publié dans le Figaro du 29 juin 1994, sous le titre « Rwanda : les assassins racontent leurs massacres ». Dans cet article il écrit qu'« hier », c’est-à-dire vraisemblablement le 27 juin 1994 comme il le confirmera plus tard, le lieutenant-colonel « Diego » a rencontré des rescapés et leur a promis de revenir dans trois jours. Selon ce journaliste, « Diego » aurait prévenu les autorités françaises, aussitôt après. Patrick de Saint-Exupéry soutiendra sa version à nouveau en 1998 dans une série d'articles, puis en 2004 dans le livre L'inavouable - La France au Rwanda. Dans cet ouvrage, tout en rendant hommage aussi bien à « Diego » qu'au capitaine de frégate Marin Gillier qui est intervenu le 30 juin, il s'étonne du peu d'empressement de la mission parlementaire d'information sur le Rwanda à éclaircir le cheminement des ordres au sein de l'armée française entre le 27 et le 30 juin. Vincent Hugeux, de l'Express, et Sam Kiley du Times, qui a informé les militaires français dès le 26 juin 1994 du problème des rescapés de Bisesero, ont témoigné des mêmes faits.
Christophe Boisbouvier confirme ce que dit Patrick de Saint-Exupéry dans une interview sur RFI le 28 juin au soir. Il parle d’une centaine de Tutsi qui sont apparus « comme des fantômes surgis de la forêt ». Ils demandent à l’officier français de les emmener. Celui-ci leur répond « Je ne peux pas, nous ne sommes qu’une douzaine dans 3 jeeps. Mais maintenant nous savons que vous êtes-là et le fait que nous soyons passés va peut-être calmer les choses ».

#### Des témoignages de Rwandais
Les témoignages de Rwandais viennent aussi bien des rescapés que des miliciens ou d'anciens soldats des forces armées rwandaises. La plupart d'entre eux corroborent les articles des journalistes présents sur place soit le 27 juin 1994, soit le 30 juin 1994. L'association African Rights fut la première à rassembler ces témoignages publiés en 1998.
En 2004, Georges Kapler fut chargé par la Commission d'enquête citoyenne sur l'implication de la France au Rwanda de filmer au Rwanda des témoignages sur les relations entre les Rwandais et l'armée française pendant le génocide. Certains témoins, dont il rapporta les témoignages sur Bisesero, déposèrent plainte en 2005 devant le Tribunal aux armées de Paris. Selon certains de ces témoignages, recueillis auprès d'Interahamwe et de militaires des FAR en détention et de rescapés, dans certains cas des militaires français auraient aidé les génocidaires à massacrer les Tutsi, parfois en leur présence à Bisesero.
Les allégations de complicité ont toujours été vigoureusement démenties par le ministère français de la défense et la mission parlementaire française chargée de faire la lumière sur une éventuelle complicité de l'armée avec les tueurs parlera d'« une affirmation jamais sérieusement étayée à ce jour ».
Michel Peyrard, journaliste à Paris Match, sur place le 30 juin 1994, a écrit : « Nous [lui et le photographe Benoît Gysembergh] n'avons pas vu “l'inavouable”. Ni des victimes de massacres récents qu'on aurait pu mettre sur le compte de l'armée française et de ses hésitations, ni, à plus forte raison, une collusion assassine entre les soldats de l'opération Turquoise et les miliciens du génocide. » 
La validité de la constitution des parties civiles a été jugée recevable par la Cour d'appel de Paris en 2006. Les plaintes pourront donc être instruites.

#### Des témoignages d'officiers français
Dans leur livre, « une guerre noire », David Servenay et Gabriel Periès interrogent les officiers français sur ces événements. Il ressort de leurs entretiens que Jean-Remy Duval alias Diego n'était pas sous l'autorité du capitaine de frégate Marin Gillier et que la hiérarchie n'aurait pas été prévenue à temps ou correctement par Diego. Il aurait été ambigu dans ses messages car il aurait eu à cacher qu'il aurait désobéi aux ordres pour découvrir ces Tutsi rescapés. Mais, s'ils ne confirment pas les hypothèses graves de la Commission d'enquête citoyenne française, ils en maintiennent les questions.

### La version de la découverte le 30 juin 1994 des rescapés de Bisesero
C'est la version reprise par les autorités françaises.
Selon le rapport de la Mission d'information parlementaire sur le Rwanda, reposant 
sur les auditions et rapports des officiers français (1998), la découverte des rescapés n'a eu lieu que le 30 juin 1994, le 27 juin n'ayant fait l'objet que d'une simple reconnaissance de la zone. Cette version est reprise par les députés français en 1998 ou par Stephen Smith dans ses articles dans le journal le Monde. Elle a été vivement défendue en 2004 par Pierre Brana, ancien député et rapporteur de la mission parlementaire, devant la Commission d'enquête citoyenne sur l'implication de la France au Rwanda.
La mission parlementaire ne retiendra pas les témoignages des rescapés rwandais collectés par African Rights ni les témoignages des journalistes présents le 27 juin à Bisesero.
Dans son rapport, la mission parlementaire d'information conclut :
« Ces accusations proviennent de témoignages de rescapés, de commentaires contenus dans le rapport d’African Rights et de M. Michel Peyrard, reporter présent à Bisesero pour le compte du journal Paris Match. De la confrontation des éléments contenus dans le rapport d’African Rights, du témoignage envoyé par le capitaine de frégate Marin Gillier à la Mission et du compte rendu de l’audition particulière du reporter Michel Peyrard, il apparaît que rien ne vient sérieusement à l’appui de ces accusations. Si trois jours se sont effectivement écoulés entre le moment où le groupement du capitaine de frégate Marin Gillier a procédé le 27 juillet à une reconnaissance de la zone de Bisesero et le moment où il est intervenu, le 30 juillet, pour protéger et sauver les populations du lieu-dit Bisesero, ce délai n’apparaît pas intentionnel (sur cette question voir annexes). »
En avril 2005, le Sergent Thierry Prungnaud, gendarme du GIGN, affirmera dans l'hebdomadaire Le Point et  au micro de France Culture, le 22 avril, qu'il a désobéi aux ordres le 30 juin 1994 pour porter secours aux rescapés Tutsi de Bisesero.
La version de la découverte au 30 juin 1994 a été invalidée par la publication par Mediapart et France Inter le 1er décembre 2015 d'un document déclassifié prouvant que, dès le 27 juin 1994, le commandement interarmées à Goma avait informé le ministère de la défense français de menaces portant sur des Tutsis regroupés sur une colline de la région de Gisovu, confirmant ainsi la version de « Diego ».
Cette version d'une découverte des Tutsi de Bisesero le 30 juin a été à nouveau invalidée le 28 octobre 2018 quand, dans un article pour le site d'information indépendant Mediapart, le journaliste Fabrice Arfi révèle une vidéo tournée le 28 juin 1994 dans les environs de Bisesero. Dans cette vidéo de 52 secondes tournée par l’ECPAD, l’agence audiovisuelle du ministère de la Défense, on voit le colonel Jacques Rosier, alors responsable des éléments précurseurs de l’Opération Turquoise dans le sud-ouest du Rwanda, alerté par le « sergent-chef M. » sur les massacres de Tutsi commis dans les collines environnantes, sans effet ni réaction de la part du gradé. Le sergent évoque en des termes clairs les actes dont il a été témoin. Il évoque notamment « des maisons qui flambaient de partout, des mecs qui se trimballaient avec des morceaux de chair arrachée » et des survivants tutsi « plein de plaies purulentes partout ». Le colonel Rosier écoute son subordonné. Visiblement mal à l’aise, il acquiesce, détourne le regard, dépoussière nerveusement son uniforme en répétant « ouais ».
La caméra était à l’origine là pour filmer l’évacuation de nonnes d’un village des environs par l’armée française, avant que le caméraman ne tombe sur la conversation des deux militaires. Les bandes ont été conservées dans les archives de l’ECPAD, puis fournies en 2013 à la justice française par un ancien de l’Opération Turquoise, dans le cadre d’une enquête sur des soupçons de complicité de génocide et de crimes contre l’humanité.
Fabrice Arfi explique notamment que Jacques Rosier a déclaré en 2015, alors qu'un juge français l'interrogeait en tant que témoin assisté mais pas mis en examen : « Cette scène-là ne me dit rien du tout […]. Enfin, en regardant cette scène et me connaissant, je vois que je ne percute pas car vraisemblablement je ne comprends pas ce qu’il me raconte, j’ai l’esprit ailleurs, je suis en train de préparer mon point presse, beaucoup de choses se sont passées depuis la veille. Il faut savoir que je suis sous pression. C’est vrai qu’en revoyant aujourd’hui cette scène, il me paraît incroyable de ne pas avoir réagi à l’information. »

### Après le 30 juin 1994
Selon certains rescapés de Bisesero, les plus blessés d'entre eux ont été transportés par hélicoptère le 30 juin 1994 jusqu'à Goma en république démocratique du Congo (alors appelée Zaïre).
Les médecins militaires ont dû amputer certains survivants trop blessés. Pour limiter les risques d'infections, les médecins durent laisser nus certains blessés dont les vêtements étaient trop sales [réf. nécessaire].
Après le 30 juin 1994, des militaires français restèrent une quinzaine de jours sur place à Bisesero auprès des plus valides. À l'issue de ces quinze jours on leur proposa soit d'aller dans un camp de réfugiés, soit d'aller en zone FPR. La majorité optèrent pour la zone FPR pour aller « retrouver ceux à cause de qui on les tuait » dira un rescapés qui a témoigné devant la cour d'Appel du TPIR à La Haye. Certains d'entre eux, du fait de leur état de santé précaire, seraient morts pendant le voyage[réf. nécessaire].

## Postérité et mémorial
Un mémorial, inachevé, a été construit sur la plus haute colline. Le long du sentier qui mène en haut de la colline, plusieurs bâtiments aux formes particulières ont été érigés, dans lesquels il est prévu de répartir une partie des ossements qui ne sont pas enterrés dans la tombe commune, située au sommet.

## Poursuites
En mai 2021, le parquet de Paris requiert un non-lieu dans l’enquête relative aux massacres de Bisesero : si l'abstention des militaires français pourrait être constitutive de non-assistance à personne en péril, ce délit est prescrit. A contrario, « aucune aide ou assistance des forces militaires françaises lors de la commission d’exactions, aucune adhésion de ces dernières au projet criminel poursuivi par les forces génocidaires ni aucune abstention d’intervenir face à des crimes constitutifs d’un génocide ou de crimes contre l’humanité en vertu d’un accord antérieur » n'a été établie. En décembre 2024, la cour d'appel de Paris confirme le non-lieu général rendu en octobre 2023 dans l'enquête sur l'inaction reprochée à l'armée française lors des massacres. Les parties civiles déposent un recours en cour de cassation contre le non-lieu en appel.

### Publications
- Résistance au génocide - Bisesero - avril-juin 1994 - African Rights - Témoin no 8 - 1998 - 112 p.
- Assemblée nationale, Rapport d'information no 1271, 1998
- Vincent Duclert (dir.), La France, le Rwanda et le génocide des Tutsi (1990-1994) - Rapport remis au Président de la République, 2021.
- Patrick de Saint-Exupéry - L'Inavouable - éd. Les Arènes - 2004  (ISBN 2-912485-70-3)
- Rapport de la CEC L'horreur qui nous prend au visage - éd. Karthala - février 2005 - 592 p. - chapitre « Bisesero, révélateur des contradictions et complicités initiales » p. 420 - Rapport en ligne
- David Servenay et Gabriel Periès, une guerre noire, La découverte 2007
- Serge Farnel. Bisesero, le ghetto de Varsovie rwandais - éd. Aviso - 2014 - 735 pages, cartes.
- Bruno Boudiguet. Vendredi 13 à Bisesero, la question de la participation française dans le génocide des Tutsi rwandais, 15 avril-22 juin 1994 - ed. Aviso - 2014.
- African Rights, Résistance au génocide, Bisesero avril-juin 1994, African Rights, 1998
- Laure de Vulpian, Thierry Prungnaud, Silence Turquoise. Rwanda, 1992-1994 : responsabilités de l'État français dans le génocide des Tutsi, éd. Don Quichotte - 2012  (ISBN 9782359491272)
- Jacques Morel, Opération Turquoise, Rwanda, 1994. Les Francais ont laisse massacrer les survivants Tutsis à Bisesero durant quatre jours avant de leur porter secours. 10 février 2006, http://cec.rwanda.free.fr/documents/pean-lugan-bisesero.pdf
- François Robinet, "Les rescapés de Bisesero: résister, échapper, survivre au génocide des Tutsi", AOC, 5 septembre 2022, en ligne : https://aoc.media/analyse/2022/09/04/les-rescapes-de-bisesero-resister-echapper-survivre-au-genocide-des-tutsi/

### Autres documents
- Opération Turquoise, Rwanda, 1994. Les Français ont laissé massacrer les survivants tutsi à Bisesero durant quatre jours avant de leur porter secours, Jacques Morel, Commission d'enquête citoyenne sur l'implication de la France au Rwanda, 2006
- Auditions publiques de la Commission nationale rwandaise, Commission d'enquête citoyenne sur l'implication de la France au Rwanda, 2006
- Bisesero un drame dans le drame, DailyMotion, non sourcé
- France Inter, Rwanda : les fantômes de Bisesero, la déchirure de l'armée française, 26 mai 2021.